# 7898 Ohkuma
7898 Ohkuma este un asteroid din centura principală de asteroizi.

## Descriere
7898 Ohkuma este un asteroid din centura principală de asteroizi. A fost descoperit pe 15 decembrie 1995 la Ōizumi de Takao Kobayashi. El prezintă o orbită caracterizată de o semiaxă mare de 2,21 ua, o excentricitate de 0,22 și o înclinație de 7,1° în raport cu ecliptica.